# Vanadi
Vanadi (tên La tinh: Vanadium) là một nguyên tố hóa học đặc biệt trong bảng tuần hoàn có ký hiệu V và số hiệu nguyên tử 23. Nó làm chất xúc tác cho nhiều phản ứng hóa học. Là một kim loại hiếm, mềm và dễ kéo thành sợi, vanadi là một thành phần được tìm thấy trong nhiều khoáng chất và được sử dụng để sản xuất một số hợp kim.

## Lịch sử

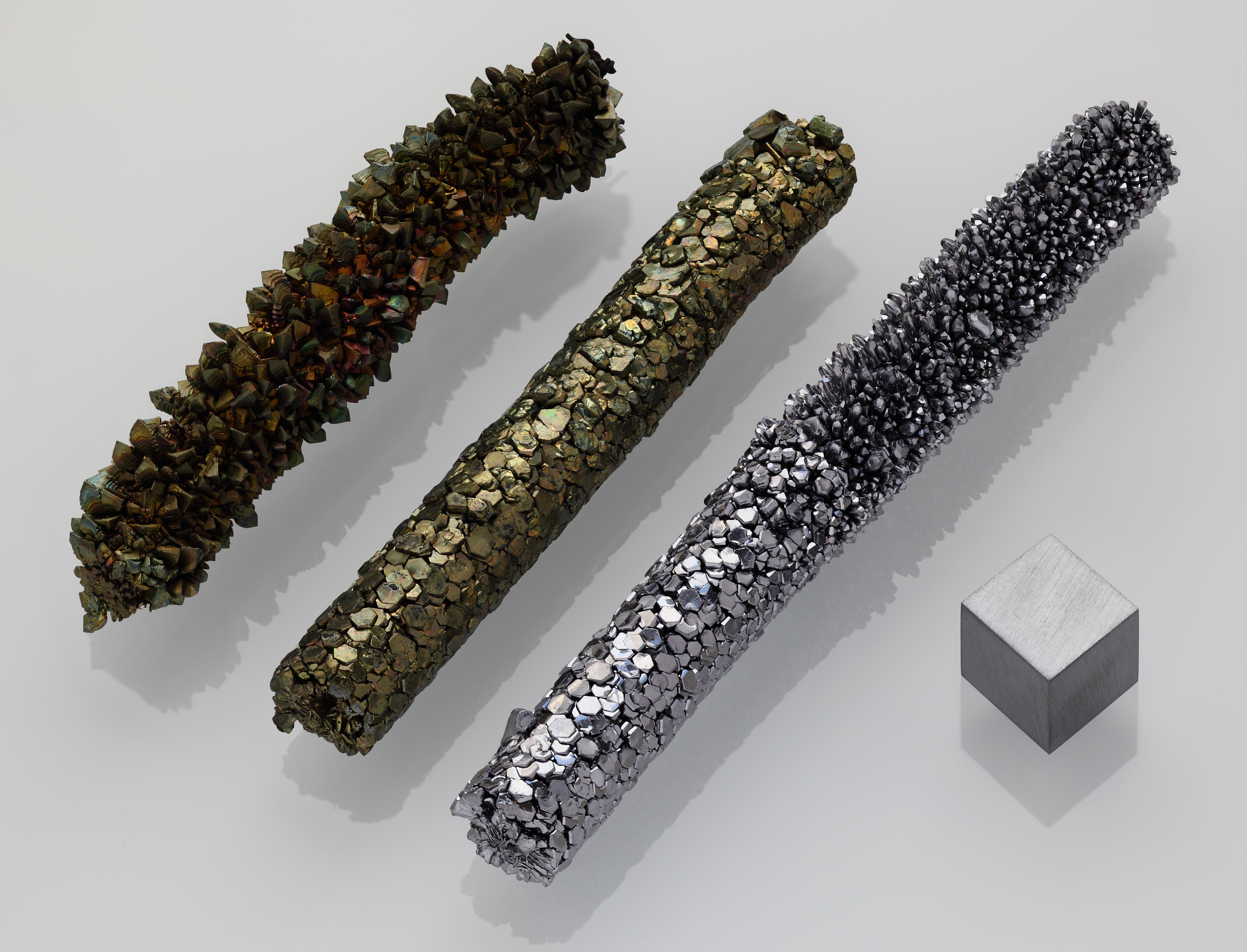
Vanadi nguyên chất với cấu trúc tinh thể sắp xếp khác nhau và một lớp oxide xanh phủ trên bề mặt

Vanadi được phát hiện năm 1801 bởi Andrés Manuel del Río, một nhà khoáng vật học Mexico sinh tại Tây Ban Nha. Del Río tách nguyên tố từ một mẫu quặng "chì đen" Mexico, sau đó được đặt tên là vanadinit. Ông phát hiện rằng các muối của nó có nhiều màu khác nhau, và sau đó ông đặt tên cho nguyên tố là panchromium (Greek: παγχρώμιο "tất cả màu sắc"). Sau đó, Del Río đổi tên thành erythronium (Greek: ερυθρός "màu đỏ") do hầu hết các muối của nó chuyển sang màu đỏ khi nung. Năm 1805, nhà hóa học Pháp Hippolyte Victor Collet-Descotils, được sự ủng hộ bởi người bạn của Río là Baron Alexander von Humboldt, đã tuyên bố không chính xác rằng nguyên tố mới do Río phát hiện chỉ là một mẫu crom không tinh khiết. Del Río đồng ý đề nghị của Collet-Descotils, và rút lại tuyên bố của mình.
Năm 1831, nhà hóa học Thụy Điển, Nils Gabriel Sefström, phát hiện lại nguyên tố ở dạng oxide mới, ông phát hiện ra nó khi xử lý với quặng sắt. Cuối năm đó, Friedrich Wöhler đã xác nhận lại công trình trước đây của del Río. Sefström chọn tên bắt đầu bằng ký tự V, lúc này chưa đặt cho nguyên tố nào khác. Ông gọi nguyên tố đó là vanadium theo tên của Old Norse Vanadís, do nhiều hợp chất hóa học có màu sắc đẹp mà nó tạo ra. Năm 1831, nhà địa chất học George William Featherstonhaugh đề nghị rằng vanadium nên được đổi tên là "rionium" theo tên của del Río, nhưng đề nghị này không được ủng hộ.

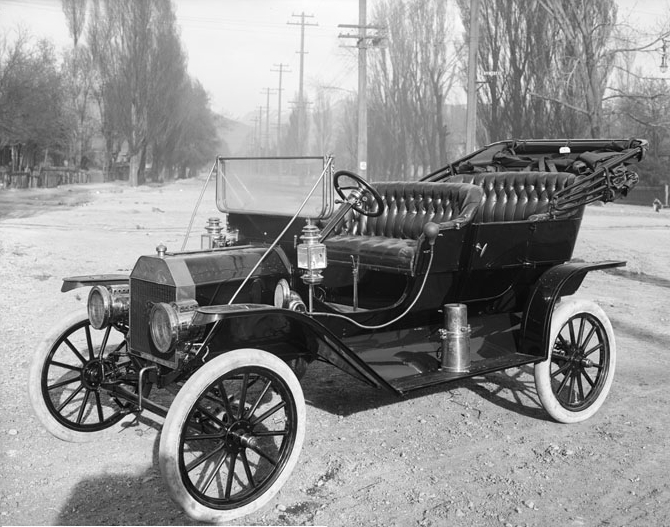
Model T sử dụng thép vanadi trong khung của nó

Việc cô lập kim loại vanadi gặp khó khăn. Năm 1831, Berzelius thông báo về việc sản xuất kim loại, như Henry Enfield Roscoe cho biết rằng Berzelius đã tạo ra được nhưng thực chất là một nitride, vanadi nitride (VN). Roscoe từ từ đã tạo ra kim loại năm 1867 bằng cách khử vanadi(II) chloride, VCl2, với hydro. Năm 1927, vanadi nguyên chất được tạo ra bằng cách khử vanadi(V) oxide với calci. Lượng vanadi dùng trong công nghiệp với quy mô lớn đầu tiên trong thép được tìm thấy trong khung của Ford Model T, lấy cảm hứng từ các xe đua của Pháp. Thép vanadi làm giảm trọng lượng và tăng độ bền kéo.

## Đặc điểm
Vanadi là một kim loại màu xám bạc mềm, dễ uốn. Nó có khả năng chống ăn mòn tốt, và bền đối với các chất kiềm và các acid sulfuric và acid clohiđric. Nó bị oxy hóa trong không khí ở 933 K (660 °C, 1220 °F), mặc dù một lớp oxide được tạo thành ở nhiệt độ phòng.

### Đồng vị
Vanadi xuất hiện trong tự nhiên là hỗn hợp của một đồng vị bền 51V và một đồng vị phóng xạ 50V. Đồng vị phóng xạ có chu kỳ bán rã 1,5×1017 năm và chiềm 0,25%.51V có spin hạt nhân 7/2, có ích cho quang phổ học NMR. Có 24 đồng vị nhân tạo đã được miêu tả đặc điểm với số khối từ 40 đến 65. Đồng vị bền nhất trong số này là 49V, có chu kỳ bán rã 330 ngày, và 48V là 16,0 ngày. Tất cả các đồng vị phóng xạ còn lại có chu kỳ bán rã nhỏ hơn 1 giờ, và đa số trong đó có chu kỳ bán rã nhỏ hơn 10 giây. Có ít nhất 4 đồng vị có các trạng thái kích thích. Bắt electron là cơ chế phân rã chính đối với các đồng vi nhẹ hơn 51V, còn các đồng vị nặng hơn thì cơ chế chủ yếu là phân rã beta. Các phản ứng bắt electron sẽ tạo thành các đồng vị của nguyên tố 22 (titan), trong khi phân rã beta thì tạo thành các đồng vị của nguyên tố 24 (crom).

### Các hợp chất

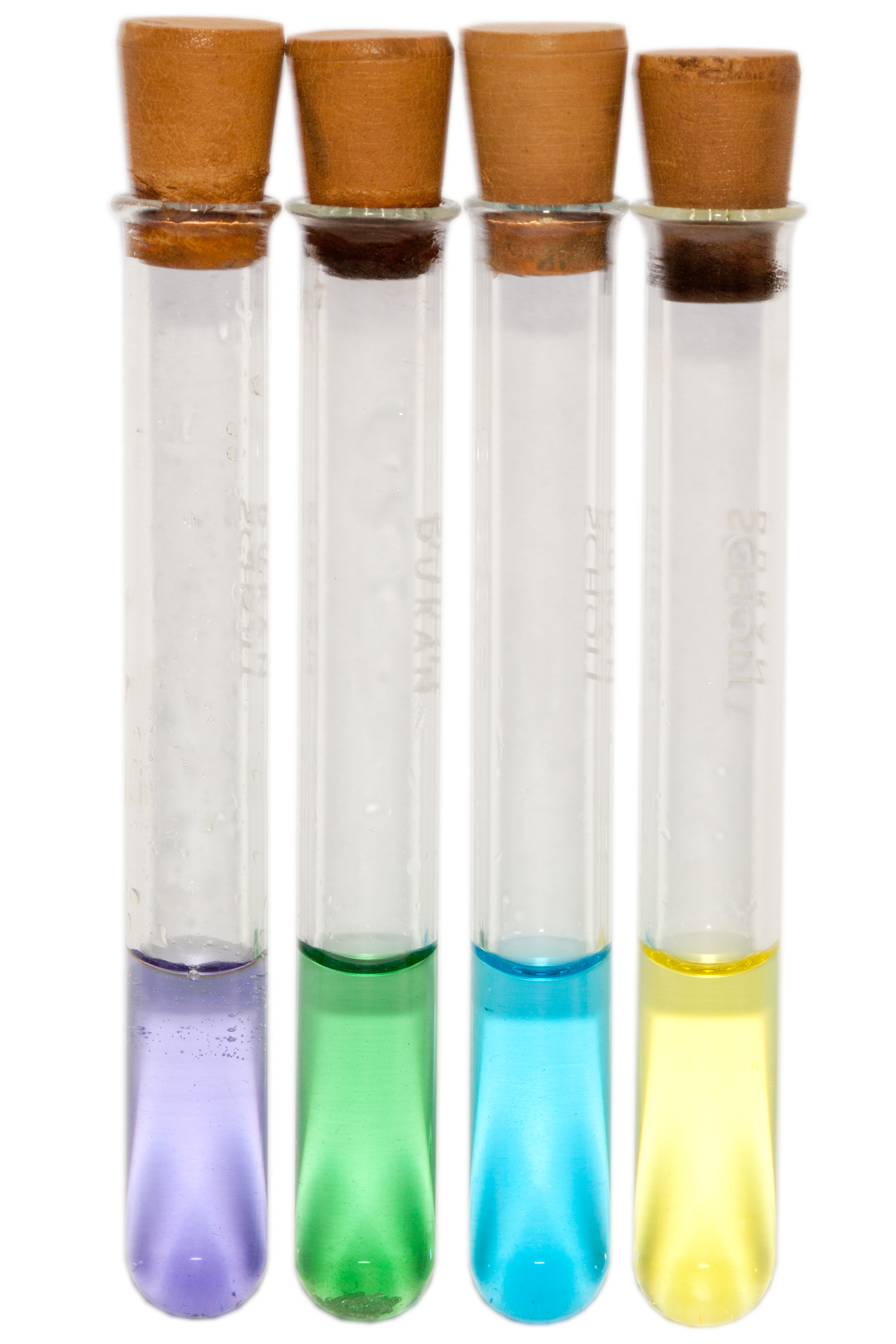
Các trạng thái oxy hóa của vanadi, từ trái sang +2 (màu tử đinh hương), +3 (lục), +4 (lam) và +5 (vàng).

Đặc điểm hóa học của vanadi đáng chú ý là 4 trạng thái oxy hóa. Các trạng thái oxy hóa phổ biến nhất là +2 (tử đinh hương), +3 (lục), +4 (lam) và +5 (vàng). Các hợp chất vanadi(II) là các chất khử, và vanadi(V) là các chất oxy hóa, trong khi các hợp chất vanadi(IV) thường tồn tại dạng các dẫn xuất vanadyl chứa VO2+ ở tâm.
Đặc điểm hóa học của vanadi đáng chú ý là 4 trạng thái oxy hóa. Các trạng thái oxy hóa phổ biến nhất là +2 (tử đinh hương), +3 (lục), +4 (lam) và +5 (vàng). Các hợp chất vanadi(II) là các chất khử, và vanadi(V) là các chất oxy hóa, trong khi các hợp chất vanadi(IV) thường tồn tại dạng các dẫn xuất vanadyl chứa VO2+ ở tâm.

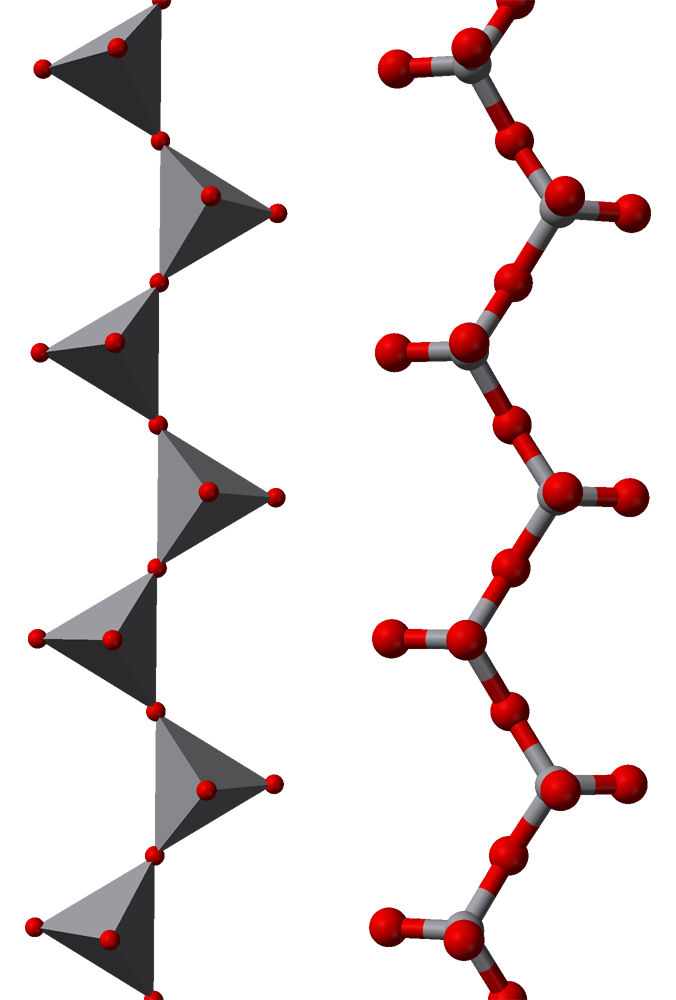
Các chuỗi Metavanadat

Amoni metavanadat (NH4VO3) có thể tác dụng với kẽm tạo ra các màu khác nhau của vanadi ở bốn trạng thái oxy hóa phổ biến. Các trạng thái oxy hóa thấp hơn ở dạng hợp chất như V2O (+1), V(CO)6 (0), V(CO)6- (-1) và các dẫn xuất bị thay thế.
Pin khử vanadi kết hợp các trạng thái oxy hóa này; sự chuyển đổi của các trạng thái oxy hóa này được minh họa bởi sự khử của các dung dịch acid mạnh của hợp chất vanadi(V) với bột kẽm. Đặc điểm màu vàng ban đầu của ion vanadat, VO3−
4, bị thay thế bằng màu xanh dương của [VO(H2O)5]2+, sau đó là màu lục của [V(H2O)6]3+ và sau cùng là màu tím của [V(H2O)6]2+.
Hợp chất thương mại quan trọng nhất là vanadi(V) oxít, được dùng làm chất xúc tác trong sản xuất acid sunfuric. Hợp chất này oxy hóa lưu huỳnh dioxide (SO
2) tạo thành trioxide (SO
3). Trong phản ứng oxy hóa khử này, lưu huỳnh bị oxy hóa từ trạng thái +4 thành +6, và vanadi bị khử từ +5 xuống +3:
V2O5 + 2SO2 → V2O3 + 2SO3
Chất xúc tác được tạo thành bằng cách oxy hóa vanadi trong không khí:
V2O3 + O2 → V2O5   SO2+O2 (xúc tác:V2O5)→ SO3

Chất xúc tác vanadi hỗn hợp được sử dụng trong quá trình oxy hóa propan và propene thành axit acrylic, quá trình khử hydro oxy hóa của butan, quá trình oxy hóa butan thành anhydrit maleic. Nó cũng được sử dụng để khử xúc tác chọn lọc NOx bằng amoniac. BiVO4 có thể được sử dụng để tổng hợp điện hóa H2O2.